# Scottish Division One 1910/1911
Dvacátý první ročník Scottish Division One (1. skotské fotbalové ligy) se konal od 15. srpna 1910 do 29. dubna 1911.
Soutěže se zúčastnilo opět 18 klubů a vyhrál ji pošesté ve své historii a po devíti letech Rangers FC. Nejlepším střelcem se stal hráč Rangers FC Willie Reid, který vstřelil 38 branek.